# Casa de Cleòpatra
La Casa de Cleòpatra (també anomenada Casa de Cleòpatra i de Dioscòrides) és el nom d'una antiga casa de l'illa de Delos, a les Cíclades, Grècia. Les ruïnes formen part del jaciment de Delos, declarat Patrimoni de la Humanitat per la UNESCO. Més concretament, la casa es troba en l'anomenat barri del Teatre de Delos.

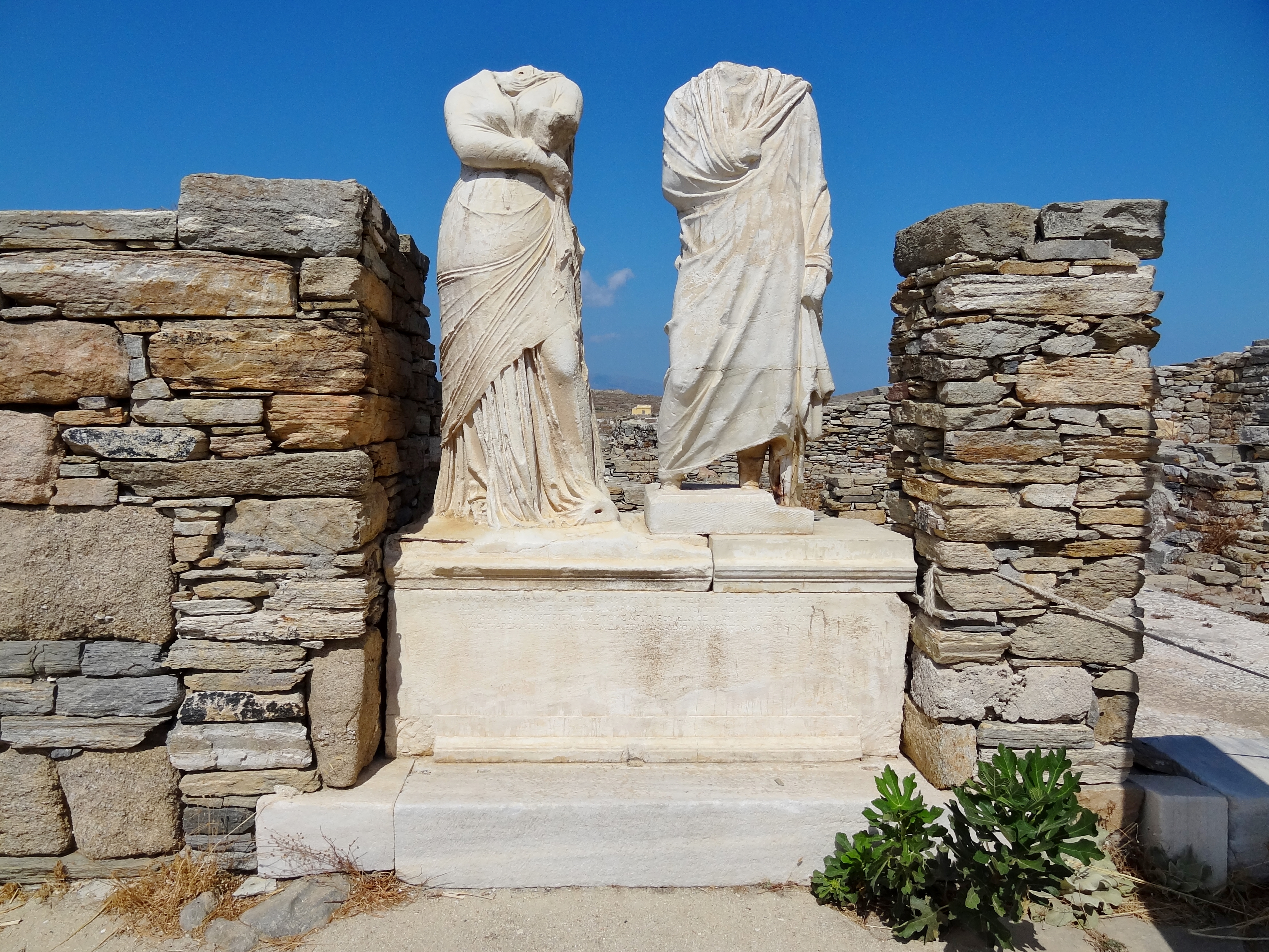
Estàtues de Cleòpatra i Dioscòrides

Es va construir en el període hel·lenístic, a l'entorn del 200-100 abans de la nostra era. Deu el nom a la propietària, Cleòpatra, i al seu marit Dioscòrides. Tots dos eren atenesos del demos de Mirrinunt. Les seues estàtues de marbre a grandària natural, erigides cap al 138-137 ae, encara es conserven a la casa, sense caps. És possible que la casa fos anterior i que s'ampliàs en algun moment.
La casa es troba al nord-oest del Teatre de Delos, a prop de l'anomenada Casa de Dionís. Era una de les cases més pròsperes del barri del Teatre. Tenia 12 habitacions, agrupades a l'entorn de dos patis. En algun moment, un dels patis es va convertir en un peristil amb 3 x 4 portes amb columnes. Al costat nord d'aquest pati hi havia les estàtues dels propietaris. A l'edifici s'accedia pel sud.